# Transvectio equitum
La transvectio equitum est une parade annuelle des chevaliers romains dans Rome instituée en l'honneur des Dioscures à la fin du IVe siècle av. J.-C.

## Organisation

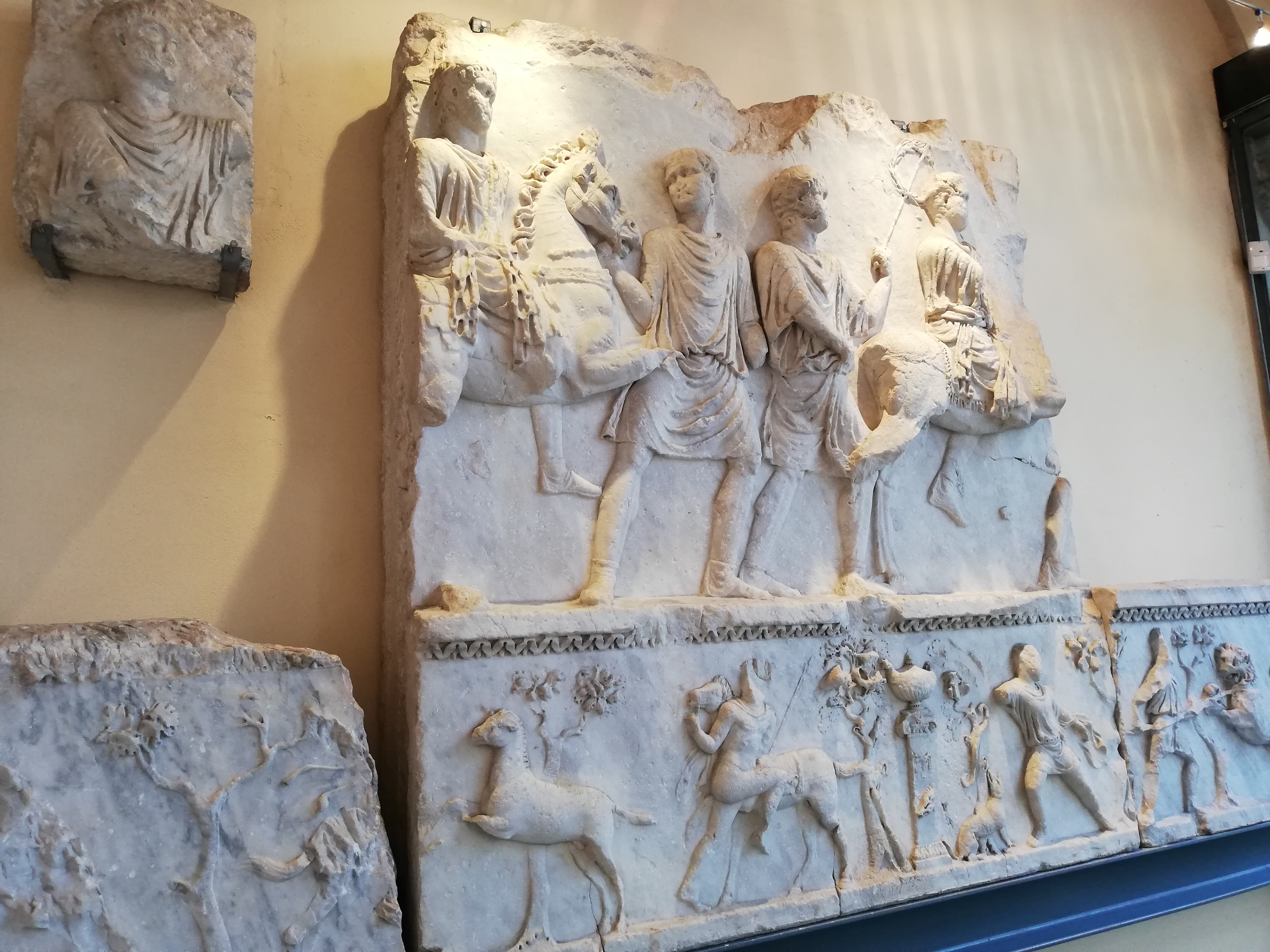
Parade de la transvectio equitum, Musée archéologique Giovo, Côme.

La cérémonie se déroule le 15 juillet,. Les iuvenes equites romains, vêtus de la toga trabea et montés sur leurs chevaux, se rassemblent devant le temple de Mars construit le long de la Via Appia, à deux kilomètres environ de la Porta Capena. Les censeurs passent alors les chevaliers en revue (recognitio equitum) puis les guident en procession à travers Rome. Ils suivent la Via Appia jusqu'à la Porta Capena puis jusqu'au Capitole. Sur le trajet, les jeunes chevaliers font une halte devant le temple des Dioscures situé sur le Forum Romain et offrent un sacrifice aux deux divinités.
Sous l'Empire, après la réorganisation entreprise par Auguste, les chevaliers sont divisés en six escadrons (turmae) menés chacun par un sevir turmae equitum Romanorum, charge honorifique qu'occupent Caius et Lucius César sous Auguste puis plus tard Hadrien en 94. Lors de sa réinstauration par Auguste, le parcours de la parade semble avoir été modifié afin que les chevaliers fassent une halte devant le temple de Mars vengeur du forum d'Auguste nouvellement construit, mais le parcours aboutit toujours au Capitole.

## Histoire
La parade est instituée par les censeurs de 304 av. J.-C., parmi lesquels Quintus Fabius Maximus Rullianus afin de commémorer la victoire à la bataille du lac Régille et l'intervention des Dioscures. En 230 av. J.-C., le censeur Quintus Fabius Maximus Verrucosus fait démarrer la procession du temple de Virtus et Honos, près de la Porta Capena.
La cérémonie est organisée pendant plusieurs décennies avant de disparaître une première fois. La commémoration est plus tard reprise par Auguste alors que la tradition est tombée en désuétude.

« Il [Auguste] passa souvent en revue les chevaliers, et rétablit leur marche solennelle au Capitole, qui était tombée en désuétude depuis longtemps ; mais il ne souffrit pas que, pendant cette marche, un accusateur pût, comme autrefois, faire descendre un chevalier de son cheval. Il permit à ceux qui étaient vieux ou mutilés d'envoyer leur cheval à leur rang, et de venir répondre à pied, si on les citait. »

— Suétone, Vie des douze Césars, Auguste, 38.